# Herpestes ichneumon
El meloncillo (del latín meles, tejón) (Herpestes ichneumon), también conocido vulgarmente como mangosta común o egipcia, es una especie de mamífero carnívoro de la familia Herpestidae. Es un mamífero de pequeño tamaño y la única especie presente en Europa de su familia.

## Descripción

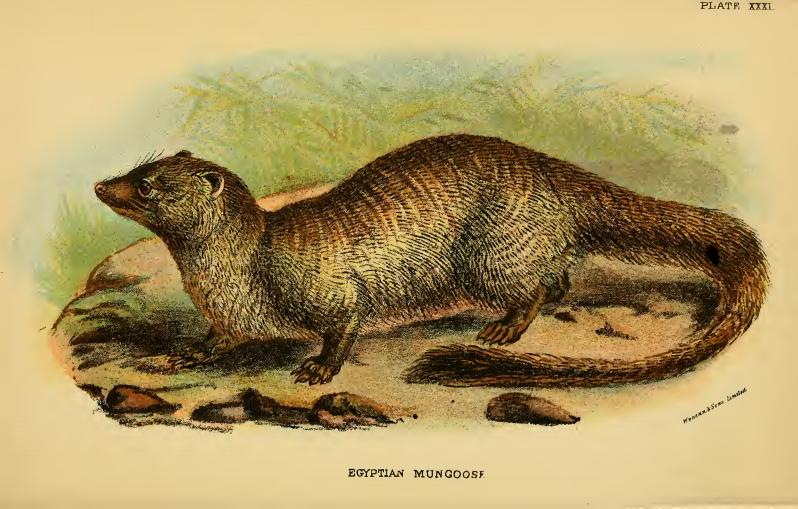
Ilustración de Herpestes ichneumon de 1896

El meloncillo tiene una silueta alargada y afilada, con el pelaje de coloración uniforme pardo grisáceo y los pelos color negro con la punta crema, los cuales son largos, midiendo entre 6 y 8 cm, bajo los que se encuentra una borra densa y suave. Las patas son oscuras y cortas, con cinco dedos en cada pie y garras afiladas y curvadas que utiliza para excavar y no son retráctiles. Tiene la cola ancha en su base y con mechón de pelos largos y negros en su punta y las orejas son cortas anchas y redondeadas. Un rasgo distintivo de esta especie es que tiene la pupila horizontal, algo excepcional entre los carnívoros. Además presenta una bolsa anal de gran tamaño, con dos aberturas glandulares.
El cuerpo mide entre 48 y 60 cm; y la cola, entre 33 y 54 cm. Su peso oscila entre 1,7 y 4 kg.
Su fórmula dentaria es la siguiente: 3/3, 1/1, 3-4/3-4, 1-2/1-2 = 32-40.

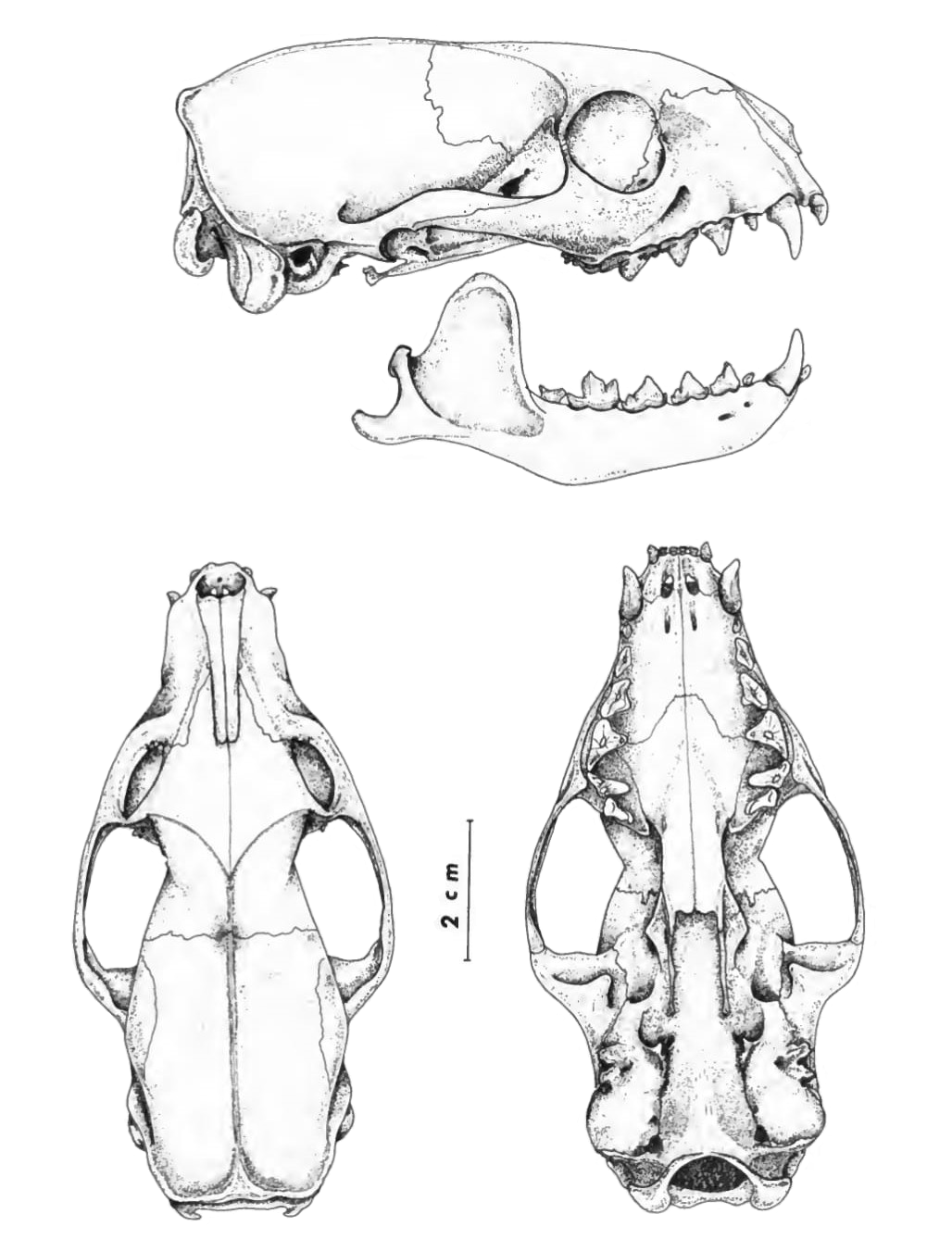
Vistas lateral, dorsal y ventral de un cráneo, y lateral de una mandíbula de meloncillo

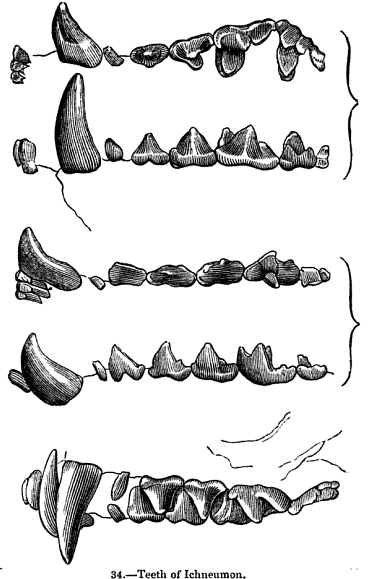
Dentadura de meloncillo

## Distribución y hábitat

Una mangosta egipcia en el norte de Argelia, provincia de Skikda

Se encuentra principalmente en África al sur del Sahara, desde el sur de Senegal y Gambia hasta África oriental, y las costas del norte de África, Argelia, Túnez, Egipto y Libia, así como en Angola, Zambia, Malaui y Mozambique. No está presente en la mayor parte del África austral, aunque se encuentra en el noreste de Namibia, norte de Botsuana, noreste de Zimbabue y a lo largo de la costa de Sudáfrica. Además de en África, existe en la península del Sinaí, sur de Turquía, y en Europa, en la península ibérica, donde muestra una ligera tendencia expansiva y ocupa la zona suroccidental, siendo principalmente abundante en el Algarve, Extremadura, Castilla-La Mancha, Sierra Morena, Coto de Doñana y serranías de Málaga y Cádiz.
Habita en zonas costeras, lacustres y ribereñas, como marismas y pantanos, evitando los bosques húmedos y desiertos .
En el norte de África, su hábitat son los arbustos y pastizales cercanos a los valles y los nopales y las moras, donde se esconde. En Argelia, ha sido ampliamente documentado en las gobernaciones costeras del norte de Argelia.
Se pensaba que su distribución en la península ibérica se debía a una introducción antigua, debido a que la especie se encuentra  ausente en el registro fósil europeo. Probablemente fuera introducido por los fenicios, con la intención de  eliminar de sus casas los ratones y reptiles, pero solo se han encontrado pruebas de que fuera traída a España por los romanos con esa función (un esqueleto de meloncillo fue hallado en una tumba de Mérida junto a otros animales domésticos sacrificados y en otros dos lugares de Portugal).
Sin embargo, estudios filogeográficos llevados a cabo en la segunda década del XXI revelaron que las poblaciones ibéricas de meloncillo presentan una elevada diferenciación genética en relación con las poblaciones africanas, indicando que esta especie habría llegado a la península cruzando el estrecho de Gibraltar durante las fluctuaciones del nivel del mar que sucedieron a finales del Pleistoceno, lo que descartaría la introducción por el ser humano

## Comportamiento
Es un animal diurno, el meloncillo cuando está con las crías se desplaza de una forma muy original, cada una de ellas, bajo la cola del siguiente, dando lugar a una forma de serpiente, lo que le ha valido el apelativo de serpiente peluda, y un susto a algún cazador que ha creído ver una enorme serpiente que con el disparo se desvanecía en muchos trozos.[cita requerida] Puede con serpientes venenosas como las víboras, a las que da muerte esquivando su venenosa mordedura.
Se alimenta de conejos, micromamíferos y reptiles, sobre todo culebras, aunque también come aves, insectos, carroña, etc.
Según el historiador griego, Diodoro Sículo; esta especie fue objeto de gran adoración en los rituales del Antiguo Egipto, a raíz de su utilidad como reguladores de la abundante y fértil población de cocodrilos que habitaban la ribera del Nilo. Diodoro refiere la acción instintiva del icneumón, como cascador de los huevos de reptil, por mucho que esto no le aportara beneficio alguno. También relata el mito en el que este animal, como depredador natural del caimán; al introducirse el animal entre sus mandíbulas, en los momentos en que este se encontraba dormido, devoraban inmediatamente el estómago. Saliendo ilesos y ocasionándoles una muerte instantánea.[cita requerida]

## Subespecies
Se reconocen las siguientes subespecies:
- Herpestes ichneumon ichneumon
- Herpestes ichneumon angolensis
- Herpestes ichneumon cafra
- Herpestes ichneumon centralis
- Herpestes ichneumon funestus
- Herpestes ichneumon mababiensis
- Herpestes ichneumon numidicus
- Herpestes ichneumon parvidens
- Herpestes ichneumon sabiensis
- Herpestes ichneumon sangronizi
- Herpestes ichneumon widdringtonii

### Subespecie ibérica
En la península ibérica se encuentra la subespecie Herpestes ichneumon widdringtonii, descrita por Gray en 1842. Para Ángel Cabrera Latorre, esta subespecie está bien definida, ya que se distingue claramente de las poblaciones que hay en el norte de África por su tamaño algo mayor, globos auditivos más inflamados, color más oscuro en las poblaciones ibéricas y, sobre todo, por sus dientes más grandes.